# Cartagenský protokol o biologické bezpečnosti
Cartagenský protokol o biologické bezpečnosti je mezinárodní úmluva přijatá 29. ledna 2000 v Montrealu.
Protokolu má zajistit ochranu a bezpečnost při zacházení, využívání a přenosu geneticky modifikovaných organismů, které mohou mít negativní vliv na biologickou rozmanitost a/nebo na lidské zdraví člověka. Upravuje např. převoz GMO přes hranice států.
Protokol Česká republika ratifikovala 8. října 2001 a vstoupil v platnost 11. září 2003. Protokol doposud ratifikovalo přes 143 států světa a Evropská unie.